# Илия Джагаров
Илия Лазаров Джагаров е български революционер, Ботев четник.
Работи в София като занаятчия – тъкач на чулове и майстор на самари. Той е един от двамата родолюбци, които пренасят тялото на Апостола от мястото на обесването до черквата „Св. Петка“. От Турну Мъгуреле се включва в Ботевата чета, а след гибелта на войводата стига до родното си село. Осъден е на смърт, но съгласно обявената на 1 август 1876 година амнистия, е освободен. Участва като доброволец в Сръбско-българската война през 1885 г. и е награден със сребърен медал и кръст за храброст.
Илия Лазаров Джагаров е роден през 1843г. в софийското село Локорско. Работи в София като занаятчия – тъкач на чулове и майстор на самари. През 1862 г. той е принуден да напусне родното си село. Бил над 2 метра висок и невероятно силен. Става свидетел как в родното му село Локорско двама турци се гаврят с българка. Не понася да стои безучастен. Надвива нападателите и спасява българката. От тази минута нататък за него живот в селото не е имало. Този случай предрешава жизнения му път. Член е на Локорския частен революционен комитет, учреден от Васил Левски. Той е един от родолюбците, които пренасят тялото на Апостола от мястото на обесването до черквата „Св. Петка“.
В мразовитата нощта на 7.II 1873 г. заедно с Христо Хамбарков извършват славен подвиг. Открадват тялото на Апостола и го погребват по православен обичай. Подобна дързост се заплаща със смърт, но няма кой да спре смелите българи. Подвигът им изпъква на фона на това, че месеци след обесването на Апостола всички българи са сковани от неописуем страх. Приготвят си дегизировка, скриват в дисагите си чувал за тялото на Апостола. Вземат бъклица с вино, в което са разтворили приспивателно. Тялото на Апостола все още не било погребано, не било даже свалено от бесилката. Двамата отишли при охраната на Апостола. В сладки приказки минали няколко часа, виното свършило, а турците заспали на място. Илия Джагаров носи тялото на Апостола, тъй като е по-силен. Хр. Хамбарков е осветявал пътя с фенер.
„Жено, жено, ако някога потрябва за историята, да се знае къде е гробът на Левски.“ Тези думи казва на смъртния си одър Илия Джагаров на Мария поп Павлова. Той до последния си дъх пази в тайна погребването на тялото на Апостола. В-к „Мир“ публикува разказа в 1937г.
През 1876г. от Турну Мъгуреле се включва в Ботевата чета и е единствени шоп в тази чета. След гибелта на войводата стига до родното си село, но негов съселянин го предава на турските власти. Осъден е на смърт, но по-късно е освободен от последвалата амнистия.
Доброволец е в Сръбско-българската война от 1885 г., в която е награден с Орден за храброст. Поддържал е даром канцеларията на Поборническото дружество в София. Умира през 1902 г. Погребан е в софийските гробища по бедност, поради което днес гробът му не съществува.
/Янко Гочевъ/
Умира през 1902 г. Погребан е в софийските гробища по бедност, поради което днес гробът му не съществува.